# Baños de Montemayor
Baños de Montemayor (extremadurai nyelven Los Bañus) település Spanyolországban, Cáceres tartományban. Baños de Montemayor Aldeanueva del Camino, La Garganta, Hervás, Montemayor del Río, Peñacaballera, Puerto de Béjar és El Cerro községekkel határos. Lakosainak száma 737 fő (2024).

## Népesség
A település népessége az elmúlt években az alábbi módon változott:
| Lakosok száma | 731  | 672  | 746  | 703  | 769  | 782  | 779  | 759  | 749  | 737  |
|               | 2001 | 2004 | 2006 | 2009 | 2011 | 2014 | 2016 | 2019 | 2021 | 2024 |